# Vaghri jezik
Vaghri jezik (ISO 639-3: vgr; bavri, salavta, vaghri koli), indoarijski jezik iz Pakistana kojim govori oko 10 000 ljudi (1998) u Sindhu: Sukkur, Karachi (Bhes), Nawabshah, Sakrand, Hala, Sanghar, Tando Adam, Tando Mohammed Khan, Badin, Matli, Tando Ghulam Ali, Digri, Noakot, Jang Sai, Mirpur Khas i Tando Allahyar.
Vaghri pripada gudžaratskoj podskupini centralnih indoarijskih jezika. Srodan je jeziku kojim govore pripadnici naroda Kukar kod Chanesar Halta. Pakistanski Vaghri su muslimani, masoni i prodavači voća, dok su indijski hindusti

## Vanjske poveznice
- Ethnologue (14th)
- Ethnologue (15th)